# Barbara Jefford
Barbara Mary Jefford OBE, född 26 juli 1930 i Plymstock, Devon, död 12 september 2020 i Mousehole, Cornwall, var en brittisk skådespelerska.

## Rollista i urval
- 1967 – Ulysses
- 1968 – The Bofors Gun
- 1983 – Och skeppet går
- 1989 – Återföreningen
- 1991 – Där änglar vägra gå
- 1991 – Huset Eliott (TV-serie) (12 avsnitt)
- 1997 – Helgonet
- 1999 – The Ninth Gate
- 2000 – Madame Bovary
- 2000, 2009 – Morden i Midsomer (TV-serie) (2 avsnitt)
- 2011 – The Deep Blue Sea
- 2013 – Philomena